# Пеоста
Пеоста (енгл. Peosta) град је у америчкој савезној држави Ајова. По попису становништва из 2010. у њему је живело 1.377 становника.

## Демографија
Према попису становништва из 2010. у граду је живело 1.377 становника, што је 726 (111.5%) становника више него 2000. године.
| Група             | 2000.       | 2010.         |
| Белци             | 639 (98,2%) | 1.324 (96,2%) |
| Афроамериканци    | 1 (0,2%)    | 28 (2,0%)     |
| Азијати           | 2 (0,3%)    | 2 (0,1%)      |
| Хиспаноамериканци | 5 (0,8%)    | 12 (0,9%)     |
| Укупно            | 651         | 1.377         |